# Coupe ULEB de basket-ball 2002-2003
Navigation
Édition suivante
La Coupe ULEB 2002-2003 est la 1re édition de la coupe ULEB, deuxième compétition de clubs de basket-ball du continent européen après l'Euroligue de basket-ball.

## 1ertour

### Groupe A
Classement
| Rang | Équipe                 | Pts | J  | V | D | Pp  | Pc  | Diff |
| ---- | ---------------------- | --- | -- | - | - | --- | --- | ---- |
| 1    | Gravelines             | 17  | 10 | 7 | 3 | 851 | 796 | 55   |
| 2    | DKV Joventut           | 16  | 10 | 6 | 4 | 837 | 824 | 13   |
| 3    | Ural Great Perm        | 15  | 10 | 5 | 5 | 877 | 824 | 53   |
| 4    | Snaidero Udine         | 15  | 10 | 5 | 5 | 823 | 805 | 18   |
| 5    | Telekom Baskets Bonn   | 14  | 10 | 4 | 6 | 786 | 845 | -59  |
| 6    | Baloncesto Fuenlabrada | 13  | 10 | 3 | 7 | 809 | 889 | -80  |

### Groupe B
Classement
| Rang | Équipe                           | Pts | J  | V | D | Pp  | Pc  | Diff |
| ---- | -------------------------------- | --- | -- | - | - | --- | --- | ---- |
| 1    | KK Zeleznik                      | 19  | 10 | 9 | 1 | 796 | 669 | 127  |
| 2    | Valencia Basket Club             | 18  | 10 | 8 | 2 | 847 | 710 | 137  |
| 3    | Eurocellulari Roseto Basket town | 15  | 10 | 5 | 5 | 786 | 778 | 8    |
| 4    | KK Pivovarma Lasko               | 14  | 10 | 4 | 6 | 751 | 828 | -77  |
| 5    | Opel Skyliners                   | 13  | 10 | 3 | 7 | 731 | 795 | -64  |
| 6    | B.C. Oostende                    | 11  | 10 | 1 | 9 | 748 | 879 | -131 |

### Groupe C
Classement
| Rang | Équipe                  | Pts | J  | V | D | Pp  | Pc  | Diff |
| ---- | ----------------------- | --- | -- | - | - | --- | --- | ---- |
| 1    | KK Krka Novo Mesto      | 17  | 10 | 7 | 3 | 869 | 802 | 67   |
| 2    | Adeco Estudientes       | 17  | 10 | 7 | 3 | 890 | 794 | 96   |
| 3    | RheinEnergie Cologne    | 16  | 10 | 6 | 4 | 814 | 811 | 3    |
| 4    | Trieste                 | 14  | 10 | 4 | 6 | 806 | 849 | -43  |
| 5    | Élan sportif chalonnais | 14  | 10 | 4 | 6 | 785 | 821 | -36  |
| 6    | Darussafaka İstanbul    | 12  | 10 | 2 | 8 | 779 | 866 | -87  |

### Groupe D
Classement
| Rang | Équipe           | Pts | J  | V | D | Pp  | Pc  | Diff |
| ---- | ---------------- | --- | -- | - | - | --- | --- | ---- |
| 1    | Metis Varèse     | 16  | 10 | 6 | 4 | 784 | 769 | 15   |
| 2    | Caprabo Lleida   | 16  | 10 | 6 | 4 | 838 | 794 | 44   |
| 3    | Spirou Charleroi | 16  | 10 | 6 | 4 | 780 | 764 | 16   |
| 4    | KK Zadar         | 15  | 10 | 5 | 5 | 794 | 828 | -34  |
| 5    | Cholet Basket    | 14  | 10 | 4 | 6 | 830 | 820 | 10   |
| 6    | RICOH Astronauts | 13  | 10 | 3 | 7 | 761 | 812 | -51  |

## Phase finale
|  | Huitièmes de finale                      | Huitièmes de finale                      | Huitièmes de finale                      |                                |     | Quarts de finale                      | Quarts de finale                      | Quarts de finale                      |  |  | Demi-finales                           | Demi-finales                           | Demi-finales                           |  |  | Finale                                | Finale                                | Finale                                |
|  |                                          |                                          |                                          |                                |     |                                       |                                       |                                       |  |  |                                        |                                        |                                        |  |  |                                       |                                       |                                       |
|  | Aller le 4 février, retour le 11 février | Aller le 4 février, retour le 11 février | Aller le 4 février, retour le 11 février |                                |     | Aller le 25 février, retour le 4 mars | Aller le 25 février, retour le 4 mars | Aller le 25 février, retour le 4 mars |  |  | Aller le 18 mars, retour le 25-26 mars | Aller le 18 mars, retour le 25-26 mars | Aller le 18 mars, retour le 25-26 mars |  |  | Aller le 15 avril, retour le 24 avril | Aller le 15 avril, retour le 24 avril | Aller le 15 avril, retour le 24 avril |
|  | Aller le 4 février, retour le 11 février | Aller le 4 février, retour le 11 février | Aller le 4 février, retour le 11 février |                                |     | Aller le 25 février, retour le 4 mars | Aller le 25 février, retour le 4 mars | Aller le 25 février, retour le 4 mars |  |  | Aller le 18 mars, retour le 25-26 mars | Aller le 18 mars, retour le 25-26 mars | Aller le 18 mars, retour le 25-26 mars |  |  | Aller le 15 avril, retour le 24 avril | Aller le 15 avril, retour le 24 avril | Aller le 15 avril, retour le 24 avril |
|  | KK Zadar (+9)                            | *94                                      | 64                                       |                                |     | Aller le 25 février, retour le 4 mars | Aller le 25 février, retour le 4 mars | Aller le 25 février, retour le 4 mars |  |  | Aller le 18 mars, retour le 25-26 mars | Aller le 18 mars, retour le 25-26 mars | Aller le 18 mars, retour le 25-26 mars |  |  | Aller le 15 avril, retour le 24 avril | Aller le 15 avril, retour le 24 avril | Aller le 15 avril, retour le 24 avril |
|  | KK Zadar (+9)                            | *94                                      | 64                                       |                                |     | Aller le 25 février, retour le 4 mars | Aller le 25 février, retour le 4 mars | Aller le 25 février, retour le 4 mars |  |  | Aller le 18 mars, retour le 25-26 mars | Aller le 18 mars, retour le 25-26 mars | Aller le 18 mars, retour le 25-26 mars |  |  | Aller le 15 avril, retour le 24 avril | Aller le 15 avril, retour le 24 avril | Aller le 15 avril, retour le 24 avril |
|  | BCM Gravelines Dunkerque                 | 71                                       | *78                                      |                                |     | Aller le 25 février, retour le 4 mars | Aller le 25 février, retour le 4 mars | Aller le 25 février, retour le 4 mars |  |  | Aller le 18 mars, retour le 25-26 mars | Aller le 18 mars, retour le 25-26 mars | Aller le 18 mars, retour le 25-26 mars |  |  | Aller le 15 avril, retour le 24 avril | Aller le 15 avril, retour le 24 avril | Aller le 15 avril, retour le 24 avril |
|  | BCM Gravelines Dunkerque                 | 71                                       | *78                                      | KK Zadar                       | 84  | *93                                   |                                       |                                       |  |  | Aller le 18 mars, retour le 25-26 mars | Aller le 18 mars, retour le 25-26 mars | Aller le 18 mars, retour le 25-26 mars |  |  | Aller le 15 avril, retour le 24 avril | Aller le 15 avril, retour le 24 avril | Aller le 15 avril, retour le 24 avril |
|  | Aller le 4 février, retour le 11 février |                                          |                                          | KK Zadar                       | 84  | *93                                   |                                       |                                       |  |  | Aller le 18 mars, retour le 25-26 mars | Aller le 18 mars, retour le 25-26 mars | Aller le 18 mars, retour le 25-26 mars |  |  | Aller le 15 avril, retour le 24 avril | Aller le 15 avril, retour le 24 avril | Aller le 15 avril, retour le 24 avril |
|  |                                          | Valencia BC (+8)                         | *105                                     | 80                             |     |                                       |                                       |                                       |  |  | Aller le 18 mars, retour le 25-26 mars | Aller le 18 mars, retour le 25-26 mars | Aller le 18 mars, retour le 25-26 mars |  |  | Aller le 15 avril, retour le 24 avril | Aller le 15 avril, retour le 24 avril | Aller le 15 avril, retour le 24 avril |
|  | RheinEnergie Cologne                     | Valencia BC (+8)                         | *105                                     | 80                             | *72 | 84                                    |                                       |                                       |  |  | Aller le 18 mars, retour le 25-26 mars | Aller le 18 mars, retour le 25-26 mars | Aller le 18 mars, retour le 25-26 mars |  |  | Aller le 15 avril, retour le 24 avril | Aller le 15 avril, retour le 24 avril | Aller le 15 avril, retour le 24 avril |
|  | RheinEnergie Cologne                     | Aller le 25 février, retour le 4 mars    |                                          |                                | *72 | 84                                    |                                       |                                       |  |  | Aller le 18 mars, retour le 25-26 mars | Aller le 18 mars, retour le 25-26 mars | Aller le 18 mars, retour le 25-26 mars |  |  | Aller le 15 avril, retour le 24 avril | Aller le 15 avril, retour le 24 avril | Aller le 15 avril, retour le 24 avril |
|  | Valencia BC (+13)                        | 76                                       | *93                                      |                                |     |                                       |                                       |                                       |  |  | Aller le 18 mars, retour le 25-26 mars | Aller le 18 mars, retour le 25-26 mars | Aller le 18 mars, retour le 25-26 mars |  |  | Aller le 15 avril, retour le 24 avril | Aller le 15 avril, retour le 24 avril | Aller le 15 avril, retour le 24 avril |
|  | Valencia BC (+13)                        | 76                                       | *93                                      | Valencia BC (+6)               | *68 | 68                                    |                                       |                                       |  |  |                                        |                                        |                                        |  |  | Aller le 15 avril, retour le 24 avril | Aller le 15 avril, retour le 24 avril | Aller le 15 avril, retour le 24 avril |
|  | Aller le 4 février, retour le 11 février |                                          |                                          | Valencia BC (+6)               | *68 | 68                                    |                                       |                                       |  |  |                                        |                                        |                                        |  |  | Aller le 15 avril, retour le 24 avril | Aller le 15 avril, retour le 24 avril | Aller le 15 avril, retour le 24 avril |
|  |                                          | Adecco Estudiantes Madrid                | 55                                       | *75                            |     |                                       |                                       |                                       |  |  |                                        |                                        |                                        |  |  | Aller le 15 avril, retour le 24 avril | Aller le 15 avril, retour le 24 avril | Aller le 15 avril, retour le 24 avril |
|  | Roseto Basket Town                       | Adecco Estudiantes Madrid                | 55                                       | *75                            | *80 | 68                                    |                                       |                                       |  |  |                                        |                                        |                                        |  |  | Aller le 15 avril, retour le 24 avril | Aller le 15 avril, retour le 24 avril | Aller le 15 avril, retour le 24 avril |
|  | Roseto Basket Town                       | Aller le 18 mars, retour le 25-26 mars   |                                          |                                | *80 | 68                                    |                                       |                                       |  |  |                                        |                                        |                                        |  |  | Aller le 15 avril, retour le 24 avril | Aller le 15 avril, retour le 24 avril | Aller le 15 avril, retour le 24 avril |
|  | Adecco Estudiantes Madrid (+8)           | 72                                       | *84                                      |                                |     |                                       |                                       |                                       |  |  |                                        |                                        |                                        |  |  | Aller le 15 avril, retour le 24 avril | Aller le 15 avril, retour le 24 avril | Aller le 15 avril, retour le 24 avril |
|  | Adecco Estudiantes Madrid (+8)           | 72                                       | *84                                      | Adecco Estudiantes Madrid (+5) | *77 | 88                                    |                                       |                                       |  |  |                                        |                                        |                                        |  |  | Aller le 15 avril, retour le 24 avril | Aller le 15 avril, retour le 24 avril | Aller le 15 avril, retour le 24 avril |
|  | Aller le 4 février, retour le 11 février |                                          |                                          | Adecco Estudiantes Madrid (+5) | *77 | 88                                    |                                       |                                       |  |  |                                        |                                        |                                        |  |  | Aller le 15 avril, retour le 24 avril | Aller le 15 avril, retour le 24 avril | Aller le 15 avril, retour le 24 avril |
|  |                                          | Metis Varèse                             | 59                                       | *101                           |     |                                       |                                       |                                       |  |  |                                        |                                        |                                        |  |  | Aller le 15 avril, retour le 24 avril | Aller le 15 avril, retour le 24 avril | Aller le 15 avril, retour le 24 avril |
|  | Snaidero Udine                           | Metis Varèse                             | 59                                       | *101                           | *83 | 59                                    |                                       |                                       |  |  |                                        |                                        |                                        |  |  | Aller le 15 avril, retour le 24 avril | Aller le 15 avril, retour le 24 avril | Aller le 15 avril, retour le 24 avril |
|  | Snaidero Udine                           | Aller le 25 février, retour le 4 mars    |                                          |                                | *83 | 59                                    |                                       |                                       |  |  |                                        |                                        |                                        |  |  | Aller le 15 avril, retour le 24 avril | Aller le 15 avril, retour le 24 avril | Aller le 15 avril, retour le 24 avril |
|  | Metis Varèse (+8)                        | 77                                       | *73                                      |                                |     |                                       |                                       |                                       |  |  |                                        |                                        |                                        |  |  | Aller le 15 avril, retour le 24 avril | Aller le 15 avril, retour le 24 avril | Aller le 15 avril, retour le 24 avril |
|  | Metis Varèse (+8)                        | 77                                       | *73                                      | Valencia BC (+14)              | 90  | *78                                   |                                       |                                       |  |  |                                        |                                        |                                        |  |  |                                       |                                       |                                       |
|  | Aller le 4 février, retour le 11 février |                                          |                                          | Valencia BC (+14)              | 90  | *78                                   |                                       |                                       |  |  |                                        |                                        |                                        |  |  |                                       |                                       |                                       |
|  |                                          | KK Krka Novo Mesto                       | *78                                      | 76                             |     |                                       |                                       |                                       |  |  |                                        |                                        |                                        |  |  |                                       |                                       |                                       |
|  | Spirou Charleroi                         | KK Krka Novo Mesto                       | *78                                      | 76                             | *64 | 57                                    |                                       |                                       |  |  |                                        |                                        |                                        |  |  |                                       |                                       |                                       |
|  | Spirou Charleroi                         |                                          |                                          |                                | *64 | 57                                    |                                       |                                       |  |  |                                        |                                        |                                        |  |  |                                       |                                       |                                       |
|  | DKV Joventut Badalona (+8)               | 56                                       | *73                                      |                                |     |                                       |                                       |                                       |  |  |                                        |                                        |                                        |  |  |                                       |                                       |                                       |
|  | DKV Joventut Badalona (+8)               | 56                                       | *73                                      | DKV Joventut Badalona (+5)     | *80 | 68                                    |                                       |                                       |  |  |                                        |                                        |                                        |  |  |                                       |                                       |                                       |
|  | Aller le 4 février, retour le 11 février |                                          |                                          | DKV Joventut Badalona (+5)     | *80 | 68                                    |                                       |                                       |  |  |                                        |                                        |                                        |  |  |                                       |                                       |                                       |
|  |                                          | KK Zeleznik                              | 66                                       | *77                            |     |                                       |                                       |                                       |  |  |                                        |                                        |                                        |  |  |                                       |                                       |                                       |
|  | Pallacanestro Trieste                    | KK Zeleznik                              | 66                                       | *77                            | *73 | 86                                    |                                       |                                       |  |  |                                        |                                        |                                        |  |  |                                       |                                       |                                       |
|  | Pallacanestro Trieste                    | Aller le 25 février, retour le 4 mars    |                                          |                                | *73 | 86                                    |                                       |                                       |  |  |                                        |                                        |                                        |  |  |                                       |                                       |                                       |
|  | KK Zeleznik (+13)                        | 91                                       | *81                                      |                                |     |                                       |                                       |                                       |  |  |                                        |                                        |                                        |  |  |                                       |                                       |                                       |
|  | KK Zeleznik (+13)                        | 91                                       | *81                                      | DKV Joventut Badalona          | *82 | 66                                    |                                       |                                       |  |  |                                        |                                        |                                        |  |  |                                       |                                       |                                       |
|  | Aller le 4 février, retour le 11 février |                                          |                                          | DKV Joventut Badalona          | *82 | 66                                    |                                       |                                       |  |  |                                        |                                        |                                        |  |  |                                       |                                       |                                       |
|  |                                          | KK Krka Novo Mesto (+3)                  | 69                                       | *82                            |     |                                       |                                       |                                       |  |  |                                        |                                        |                                        |  |  |                                       |                                       |                                       |
|  | Ural Great Perm                          | KK Krka Novo Mesto (+3)                  | 69                                       | *82                            | *84 | 69                                    |                                       |                                       |  |  |                                        |                                        |                                        |  |  |                                       |                                       |                                       |
|  | Ural Great Perm                          |                                          |                                          |                                | *84 | 69                                    |                                       |                                       |  |  |                                        |                                        |                                        |  |  |                                       |                                       |                                       |
|  | Caprabo Lleida (+12)                     | 79                                       | *86                                      |                                |     |                                       |                                       |                                       |  |  |                                        |                                        |                                        |  |  |                                       |                                       |                                       |
|  | Caprabo Lleida (+12)                     | 79                                       | *86                                      | Caprabo Lleida                 | *91 | 77                                    |                                       |                                       |  |  |                                        |                                        |                                        |  |  |                                       |                                       |                                       |
|  | Aller le 4 février, retour le 11 février |                                          |                                          | Caprabo Lleida                 | *91 | 77                                    |                                       |                                       |  |  |                                        |                                        |                                        |  |  |                                       |                                       |                                       |
|  |                                          | KK Krka Novo Mesto (+12)                 | 86                                       | *94                            |     |                                       |                                       |                                       |  |  |                                        |                                        |                                        |  |  |                                       |                                       |                                       |
|  | KK Pivovarma Laško                       | KK Krka Novo Mesto (+12)                 | 86                                       | *94                            | *78 | 69                                    |                                       |                                       |  |  |                                        |                                        |                                        |  |  |                                       |                                       |                                       |
|  | KK Pivovarma Laško                       |                                          |                                          |                                | *78 | 69                                    |                                       |                                       |  |  |                                        |                                        |                                        |  |  |                                       |                                       |                                       |
|  | KK Krka Novo Mesto (+8)                  | 79                                       | *76                                      |                                |     |                                       |                                       |                                       |  |  |                                        |                                        |                                        |  |  |                                       |                                       |                                       |
|  | KK Krka Novo Mesto (+8)                  | 79                                       | *76                                      |                                |     |                                       |                                       |                                       |  |  |                                        |                                        |                                        |  |  |                                       |                                       |                                       |

## Effectif de l'équipe victorieuse
Joueurs
- Federico Kammerichs

Entraîneurs